# Kunki (Olsztynek)
Kunki (deutsch Kunchengut) ist ein Dorf in der polnischen Woiwodschaft Ermland-Masuren. Es gehört zur Gmina Olsztynek (Stadt- und Landgemeinde Hohenstein i. Ostpr.) im Powiat Olsztyński (Kreis Allenstein).

## Geographische Lage
Kunki liegt im Südwesten der Woiwodschaft Ermland-Masuren, 29 Kilometer südöstlich der früheren Kreisstadt Osterode in Ostpreußen (polnisch Ostróda) bzw. 27 Kilometer südwestlich der heutigen Kreismetropole und Woiwodschaftshauptstadt Olsztyn (deutsch Allenstein).

## Geschichte
Erstmals erwähnt wurde Kuniken Gut (nach 1410 Kunchenguth) im Jahre 1410. Das Dorf, das später durch seine Windmühle überregionale Bedeutung gewann, kam 1874 in den neu errichteten Amtsbezirk Hohenstein i. Ostpr.-Land (polnisch Olsztynek) im Kreis Osterode in Ostpreußen.
Im Jahre 1910 belief sich die Einwohnerzahl Kunchenguts auf 319, im Jahre 1933 auf 335 und im Jahre 1939 auf 372.
Aufgrund der Bestimmungen des Versailler Vertrags stimmte die Bevölkerung in den Volksabstimmungen in Ost- und Westpreußen am 11. Juli 1920 über die weitere staatliche Zugehörigkeit zu Ostpreußen (und damit zu Deutschland) oder den Anschluss an Polen ab. In Kunchengut stimmten 200 Einwohner für den Verbleib bei Ostpreußen, auf Polen entfielen keine Stimmen.
In Kriegsfolge wurde 1945 das gesamte südliche Ostpreußen an Polen überstellt. Kunchengut erhielt die polnische Namensform „Kunki“ und ist heute – mit dem Sitz eines Schulzenamts (polnisch Sołectwo), in das auch der Nachbarort Lutek (Luttken) eingeschlossen ist – eine Ortschaft im Verbund der Stadt- und Landgemeinde Olsztynek (Hohenstein i. Ostpr.) im Powiat Olsztyński (Kreis Allenstein), bis 1998 der Woiwodschaft Olsztyn, seither der Woiwodschaft Ermland-Masuren zugehörig. Im Jahre 2011 zählte Kunki 264 Einwohner.

## Kirche
Bis 1945 war Kunchengut in die evangelische Pfarrkirche Hohenstein (Ostpreußen) in der Kirchenprovinz Ostpreußen der Kirche der Altpreußischen Union, außerdem in die römisch-katholische Kirche dieser Stadt im Bistum Ermland eingepfarrt.
Heute gehört Kunki katholischerseits zur Pfarrkirche Olsztynek, jetzt im Dekanat Olsztynek des Erzbistums Ermland gelegen, und evangelischerseits zur Kirchengemeinde Olsztynek, einer Filialgemeinde von Olsztyn in der Diözese Masuren der Evangelisch-Augsburgischen Kirche in Polen.

## Verkehr
Kunki ist Endpunkt einer Nebenstraße, die von Olsztynek (Hohenstein i. Ostpr.) über Jemiołowo (Mispelsee) nach hier führt. Eine Anbindung an den Bahnverkehr besteht nicht.